# Felix Dennis
Felix Dennis (27 de mayo de 1947 hasta 22 de junio de 2014) fue un editor Inglés, poeta, artista de la palabra hablada y filántropo. Su empresa, Dennis Publishing, fue pionera en la publicación de revistas de informática y aficionados en el Reino Unido. En tiempos más recientes, la compañía agregó títulos de estilo de vida como su marca insignia The Week, que se publica en el Reino Unido y los Estados Unidos. 

## Primeros años
Felix Dennis nació el 27 de mayo de 1947 en Kingston-upon-Thames, Surrey, hijo de un pianista de jazz a tiempo parcial que regentaba una tienda de estancos. Creció en la pobreza en el noreste de Surrey, durante un tiempo viviendo en la pequeña terraza de la casa de sus abuelos en Thames Ditton, no lejos de su lugar de nacimiento, con su madre, Dorothy y su hermano Julian. Un lugar sin electricidad, sin lavabo o baño interior ... no hay luz eléctrica, sino gas y velas ".
En 1958, aprobó su examen 11+ para ingresar a la escuela secundaria St Nicholas en Northwood Hills, Middlesex . Su primera banda, los Flamingos, se formó con amigos en la escuela.[cita requerida]
En 2006, Dennis dijo en una entrevista con Oliver Marre del periódico "The Observer":

Me crié en circunstancias bastante inusuales. Cuando tenía doce años, mi padre emigró a Australia y, por razones que nunca quise saber, mi madre no lo siguió. Finalmente se divorciaron, lo que era increíblemente inusual en ese momento. Así que fui criado por una mujer muy fuerte que se propuso demostrar que su temprano fracaso, que es como ella debió haberlo visto, no iba a arruinar la vida de sus hijos. Fue a la escuela nocturna, se formó como contadora colegiada y nos convirtió en clase media. Mientras tanto, yo era el macho alfa de la familia. Cuando tenía unos 14 años, mi madre se volvió a casar con un gigante gentil. Era un hombre maravilloso, pero para mí era un segundo macho alfa en la casa y eso significaba que salía de casa muy temprano.

En 1964, Dennis se mudó a su primer dormitorio en 13 St Kildas Road, Harrow, ganando un alquiler tocando en bandas de R&B y trabajando como artista de escaparates en grandes almacenes. Trabajando brevemente como pintor de letreros, también se matriculó en Harrow College of Art.

## Carrera

### Publicación

#### OZ
En 1967, Dennis comenzó a vender copias de la revista de contracultura OZ en las calles de Kings Road de Londres. Más tarde, Dennis se convirtió en diseñador y trabajó con Jon Goodchild, el director de arte de la revista.
David Félix
En 1969, Dennis escribió una exclusiva mundial para OZ, la primera reseña del álbum debut de Led Zeppelin . Rápidamente fue ascendido a coeditor y se involucró en el juicio de conspiración más largo en la historia de Inglaterra por el infame problema de " Schoolkids OZ " . Mientras Richard Neville estaba de vacaciones, Jim Anderson y Dennis habían invitado a niños de quinto y sexto curso a editar el número. Incluían una tira de dibujos animados de Rupert el oso sexualmente explícita, que resultó demasiado para las autoridades y resultó en el arresto de Anderson, Neville y Dennis, quienes fueron acusados de "conspiración para corromper la moral pública". Las oficinas de OZ en Princedale Road, Notting Hill, y las casas de sus editores fueron allanadas repetidamente por la Brigada de Publicaciones Obscenas de Scotland Yard .
John Lennon grabó el sencillo God Save Oz / Do The Oz para recaudar fondos para un fondo de defensa legal.
Al concluir el juicio, los "Tres OZ", defendido por John Mortimer, fueron declarados inocentes del cargo de "Conspiración para depravar y corromper la moral de los jóvenes del reino", pero fueron condenados por dos delitos menores y condenado a prisión. Dennis recibió una sentencia más indulgente que sus coacusados porque, en opinión del juez, era "mucho menos inteligente" y, por lo tanto, menos culpable. Estas condenas fueron posteriormente anuladas en apelación. Dennis le dijo más tarde al autor Jonathan Green que la noche anterior a la audiencia de la apelación, los editores de OZ fueron llevados a una reunión secreta con el presidente del Tribunal Supremo, Lord Widgery, quien les dijo que serían absueltos si aceptaban dejar de trabajar en OZ. . Se alega que los diputados Tony Benn y Michael Foot intercedieron en su nombre.

#### Comix subterráneo
En 1973, tras la absolución del Tribunal de Apelación, Dennis fundó su propia editorial de revistas. Cuando OZ cerró el año siguiente al Cozmic fue continuada por Dennis y su compañía, Cozmic Comics / H. Bunch Associates (que publicó de 1972 a 1975). Los caricaturistas del Reino Unido publicados por Dennis incluyeron a Edward Barker, Michael J. Weller, Dave Gibbons, Bryan Talbot y Brian Bolland .
Con la creciente popularidad de las artes marciales con la película Enter the Dragon, Dennis's Kung-Fu Monthly se convirtió en un éxito solo dos años después de la prueba de OZ, ganando más de £ 60,000 en su primer año.

#### Revistas de informática
Dennis fue el segundo editor de Personal Computer World, que luego vendió a VNU, y estableció MacUser, cuyos derechos mundiales vendió a Ziff Davis Publishing a mediados de los ochenta, pero Dennis continuó publicando la publicación del Reino Unido hasta su desaparición en 2015. En 1987, cofundó MicroWarehouse, con Peter Godfrey y Bob Bartner, una empresa que fue pionera en el marketing directo de TI a través de catálogos de alta calidad. La empresa de pedidos por correo de computadoras finalmente se hizo pública en el NASDAQ en 1992. En ese momento tenía 3500 empleados en 13 países con ventas mundiales en 2000 de $ 2.5 mil millones. Se vendió a un grupo de inversión privado en enero de 2000. Esto creó la mayor parte de la riqueza personal de Dennis. Dennis lanzó otros títulos de TI exitosos Computer Shopper y PC World .

#### Décadas de 1990 y 2000
En 1995, Dennis Publishing creó Maxim, un título que comenzó en la parte posterior de un tapete de cerveza y se convirtió en la revista de estilo de vida y marca global para hombres más vendida del mundo. En 1996, Dennis adquirió una participación mayoritaria en lo que ahora es la marca insignia de Dennis Publishing, The Week, que se publica en el Reino Unido y EE. UU. Y se traduce en una circulación mundial de más de 700.000 (ABC auditada). Durante los años siguientes, compró el resto de las acciones del fundador original Jolyon Connell y Jeremy O'Grady. 2003 vio la compra de IFG Limited (I Feel Good) al fundador de Loaded, James Brown . La compra implicó la adición de títulos Viz, Fortean Times y Bizarre al establo de Dennis Publishing.
En junio de 2007, Dennis vendió su operación de revistas en Estados Unidos, que publicaba las revistas Blender, Maxim y Stuff a Alpha Media Group por 250 millones de dólares, aunque nunca se revelaron los detalles exactos.
En 2008, Dennis Publishing estableció las revistas digitales iGizmo, iMotor y Monkey junto con la compra de The First Post al First Post Group con sede en Kensington por una suma no revelada. La galardonada revista en línea que ganó una nominación a D&AD por marketing viral fue dirigida por el ex editor del Daily Telegraph Mark Law y el editor de Evening Standard Nigel Horne. Este título luego se transformó en The Week .
En 2013, Dennis siguió siendo el único propietario de Dennis Publishing, con oficinas en Londres y Nueva York. Luego tuvo más de 50 títulos de revistas, revistas digitales, sitios web y sitios móviles en el Reino Unido, incluidos The Week, Auto Express, PC Pro, CarBuyer y Viz. La Semana continuó publicándose en los Estados Unidos junto con la revista Mental Floss.

### Escritura y actuación
En 2001, mientras estaba en el hospital, Dennis escribió su primer poema en una nota adhesiva. En un año, escribió su primer libro de versos A Glass Half Full, publicado por Hutchinson en el Reino Unido. El lanzamiento de este libro fue acompañado por la primera de las giras de lectura de poesía de Dennis por todo el Reino Unido titulada "¿Mencioné el vino gratis?" . Se ofreció al público un excelente vino francés de la bodega personal de Dennis mientras lo veían interpretar su poesía en el escenario. La poesía de Dennis apareció en entrevistas de radio y en la prensa nacional, y fue tema de documentales de televisión tanto en el Reino Unido como en los Estados Unidos.
En octubre de 2003, Dennis apareció con la Royal Shakespeare Company (RSC), junto con actores de RSC, leyendo su trabajo en el Swan Theatre, Stratford-upon-Avon . Con la segunda publicación de A Glass Half Full, de Random House en los EE. UU. En 2004, Dennis se embarcó en una gira de 15 días de costa a costa por los EE. UU. (Incluida otra actuación de RSC en Nueva York). El mismo año Lone Wolf, salió el segundo libro de versos de Dennis, nuevamente acompañado por una gira de catorce fechas por el Reino Unido.
En 2006, Dennis escribió un best-seller sobre cómo se convirtió en multimillonario en Cómo hacerse rico . Además de anécdotas de su vida, el libro describe su adicción al crack y la admisión de gastar más de $ 100 millones en drogas y mujeres. 2010 vio el lanzamiento del libro de seguimiento de Dennis sobre creación de riqueza, 88 The Narrow Road, reeditado en 2011, como How To Make Money .
Le siguieron cinco libros de poesía más, Cuando Jack Sued Jill: Canciones infantiles para tiempos modernos, isla de los sueños, Sin hogar en mi corazón . y Tales From The Woods  A finales de 2008, Dennis volvió a realizar una gira por el Reino Unido e Irlanda, gira de 12 fechas coincidiendo con el lanzamiento de Homeless in my Heart .
Tanto el 2008 como otro 2010 de 21 fechas. ¿Mencioné el vino gratis? Se filmó la gira y Endemol utilizó las imágenes para un documental único, Felix Dennis: Millionaire Poet . Durante la producción a principios de 2012, a Dennis le diagnosticaron cáncer de garganta. Como resultado, la producción se detuvo mientras se sometía al tratamiento. Durante este tiempo, Dennis compiló Love, Of A Kind, Después de su operación y radioterapia, Dennis dio una entrevista de televisión con el locutor Jon Snow . Esto se incorporó al montaje final de Felix Dennis: Millionaire Poet, transmitido por Sky Arts HD en 2012. En 2013, Dennis lanzó el 30-date Did I Mention The Free Wine? - The Cut-Throat Tour para apoyar la publicación de Love, Of A Kind . La gira de dos partes cubrió el Reino Unido, Irlanda y el continente durante los meses de verano y otoño.

### En los medios
A Dennis se le atribuyó haber sido la primera persona en decir la palabra " coño " en la televisión británica en vivo. El 7 de noviembre de 1970, durante una edición del programa The Frost de David Frost, Frost se refirió al invitado Jerry Rubin como un "hombre razonable", Dennis, sentado entre el público, gritó en broma que Rubin era el "capullo más irracional que he visto en mi vida". conocido en mi vida ".
En 2003, Dennis fue entrevistado por Melvyn Bragg en el South Bank Show, y fue el tema de 60 Minutes de CBS en los Estados Unidos. Había aparecido como invitado en Desert Island Discs de BBC Radio 4, presentado por Kirsty Young, transmitido por primera vez el 12 de agosto de 2007.
En una entrevista con Ginny Dougary publicada en The Times en 2008, Dennis dijo que a principios de la década de 1980 había matado a un hombre, que había estado abusando de una mujer que conocía, empujándolo por un precipicio. Dennis dijo más tarde que había estado hablando "un montón de tonterías" mientras estaba borracho.
En 2012, Dennis fue el tema de Felix Dennis: Millionaire Poet, producido por Endemol UK, y apareció en Sky Arts HD. Apareció en la televisión BBC Breakfast en 2013, para hablar sobre su vida y su gira de poesía.
La influencia de Dennis continúa siendo escuchada en los medios, y se le atribuye el mérito de orientar e inspirar a una nueva generación de emprendedores, incluido el fundador de Netgems, Benjamin Clark.

## Plantación de árboles
En 1995, Dennis plantó su primer bosque pequeño cerca de Dorsington, Warwickshire . Posteriormente, concibió la idea de establecer un gran bosque nativo de hoja ancha y fundó The Forest of Dennis Ltd, una organización benéfica registrada en 2003, que cambió su nombre a The Heart of England Forest Ltd en 2011. Su misión es "la plantación, reforestación, conservación y establecimiento de árboles en beneficio del público, junto con la educación del público mediante la promulgación de conocimientos y la apreciación de los árboles".
En la actualidad, la organización benéfica no emplea personal a tiempo completo, pero posee y administra más de 500 acres de bosques, muchos de ellos recién plantados. Se han plantado más de 3,000 acres; hasta la fecha se han plantado más de 1.000.000 de árboles jóvenes. El bosque también incluye un pequeño porcentaje de bosques antiguos. Los árboles incluyen variedades nativas de roble, fresno, lima, haya, carpe, avellano, arce de campo, álamo temblón, espino, sauce, aliso, álamo negro, acebo, cerezo silvestre, serbal y rodales ocasionales de pino silvestre, junto con numerosos arbustos y arbustos. . Siempre que sea posible, los árboles jóvenes se obtienen de semillas recolectadas localmente. La plantación de árboles jóvenes continuará indefinidamente con el objetivo de proporcionar eventualmente entre 10,000 y 20,000 acres. Dennis legó un 80% de su fortuna para garantizar que el proyecto continúe. El bosque eventualmente se abrirá al público junto con la provisión de instalaciones educativas para las escuelas, así como también proporcionará servicios de entierro verde en el área local. .
El viernes 20 de septiembre de 2013, Dennis plantó el árbol millonésimo del plan, un árbol joven de roble, en una ceremonia a la que asistieron residentes locales, miembros del consejo, funcionarios forestales y empleados.

## Premio de disertación Felix Dennis UG
Tras la publicación de una historia encargada de Dorsington, el pueblo de Warwickshire, donde vivía Felix Dennis, la editora de la Historia de Dorsington, la Dra. Joan Lane, lo animó a apoyar estudios históricos en la universidad donde ella era profesora. De 1999 a 2013 patrocinó un premio a la mejor tesis de fin de carrera de grado en el Departamento de Historia de la Universidad de Warwick.

## Esculturas de bronce
Dennis tenía una de las colecciones privadas más grandes de esculturas de bronce originales en su Jardín de Héroes y Villanos especialmente diseñado. Contiene más de 40 esculturas, la vida y un cuarto de tamaño, que incluyen al hombre primitivo atacando a un mamut lanudo, Galileo, Einstein, Winston Churchill, Crick y Watson, y "héroes" más recientes como Stephen Hawking, y está abierto a la público una vez al año como parte del Programa de Jardines Nacionales .

## Mandalay Estate Mustique
En 1994, Dennis compró 'Britannia Bay House' en Mustique a la estrella de rock inglés David Bowie, quien hizo construir la villa en 1989. Dennis cambió el nombre de la villa a "Mandalay", pero deseaba preservar la influencia original del diseño de Bowie.

Durante su estancia en Mandalay Estate, Dennis escribió:
Una bola de fuego se derrama en el mar

El cielo vacío, rosa flamenco y gris

Canciones de cigarra crujen al final del día

Un coro de ranas arborícolas silba: "¡Venid a mí!"
En 2014, Dennis trabajó con éxito en un programa con el gobierno de San Vicente y las Granadinas para dar a cada alumno de secundaria una computadora portátil, por un total de 12.500.
Después de su muerte, la propiedad fue vendida al empresario Simon Dolan . Los informes de prensa dicen que la propiedad se puede alquilar por por 40.000 dólares a la semana. The Writers Cottage que fue agregada por Dennis y donde escribió parte de su poesía es ahora un dormitorio.

## Muerte
Dennis murió de cáncer de garganta en su casa de Dorsington, Warwickshire, el 22 de junio de 2014, a los 67 años

## Premios y reconocimientos
- 1991: Premio Marcus Morris.[54]
- 2002: Miembro de la Biblioteca Nacional para Ciegos en reconocimiento a su continuo apoyo a esa organización benéfica. En consecuencia, muchos de los libros de Dennis se publican como libros hablados y en Braille.
- 2004: Miembro de Wordsworth Trust .[55]
- 2008: Premio Mark Boxer Lifetime Achievement Award de la Sociedad Británica de Revistas.[56]
- 2009: Premio Belsky de la Sociedad de Editores y Escultores de Retratos.[57]
- 2010: Es nombrado Cónsul Honorario de su país de adopción, San Vicente y las Granadinas .[58]
- 2013: Lifetime Achievement Award en los British Media Awards.[59]